# Lac Françoys-Malherbe
Der Lac Françoys-Malherbe ist ein See in der kanadischen Provinz Québec.

## Lage
Der Lac Françoys-Malherbe befindet sich im äußersten Norden der Ungava-Halbinsel in der Verwaltungsregion Nord-du-Québec. Er befindet sich 12 km östlich der Baie Déception auf etwa 70 m Höhe. Der langgestreckte schmale See weist eine Nord-Süd-Ausdehnung von 20 km und eine Breite zwischen 1 und 1,5 km auf. Der See bedeckt eine Fläche von 25 km². Im mittleren Seeabschnitt wird er am östlichen und westlichen Ufer von 300–450 m hohen Bergen eingerahmt. Der Lac Françoys-Malherbe wird an seinem Südende vom Abfluss des benachbarten Lac Watts gespeist. An seinem nördlichen Ende fließt sein Wasser zum Rivière Déception ab.

## Etymologie
Der See wurde nach einem Mitglied der Hudson’s Bay Company benannt.